# Coniogramme caudiformis
Coniogramme caudiformis är en kantbräkenväxtart som beskrevs av Ren-Chang Ching och K. H. Shing. Coniogramme caudiformis ingår i släktet Coniogramme och familjen Pteridaceae. Inga underarter finns listade.